# ستيفن فلمنج
ستيفن فلمنج (1 أبريل 1973 بكرايستشرش في نيوزيلندا - ) (بالإنجليزية: Stephen Fleming) هو لاعب كريكت نيوزلندي. شارك في دورة ألعاب الكومنولث 1998. وشارك مع منتخب نيوزيلندا الوطني للكريكت. أما مع النوادي، فقد لعب مع تشيناي سوبر كينغز ونادي مقاطعة ميدلسكس للكريكت ‏ ونادي مقاطعة يوركشاير للكريكت ‏ ونادي مقاطعة نوتنغهامشير للكريكت ‏ وفريق كانتربري للكريكت ‏ وWellington cricket team ‏.

## وصلات خارجية
- ستيفن فلمنج على موقع إي آس بي آن كريك إنفو (الإنجليزية)
- ستيفن فلمنج على موقع اتحاد ألعاب الكومنولث (مؤرشف) (الإنجليزية)